# Palais présidentiel de Carthage
Pour les articles homonymes, voir Palais de la République.
Le palais présidentiel de Carthage, appelé officiellement palais de la République (arabe : قصر الجمهورية), est le siège et la résidence du président de la République tunisienne. Il est aménagé sur le front de mer à Carthage, près du site archéologique, à quinze kilomètres au nord-est de Tunis.

## Complexe du palais

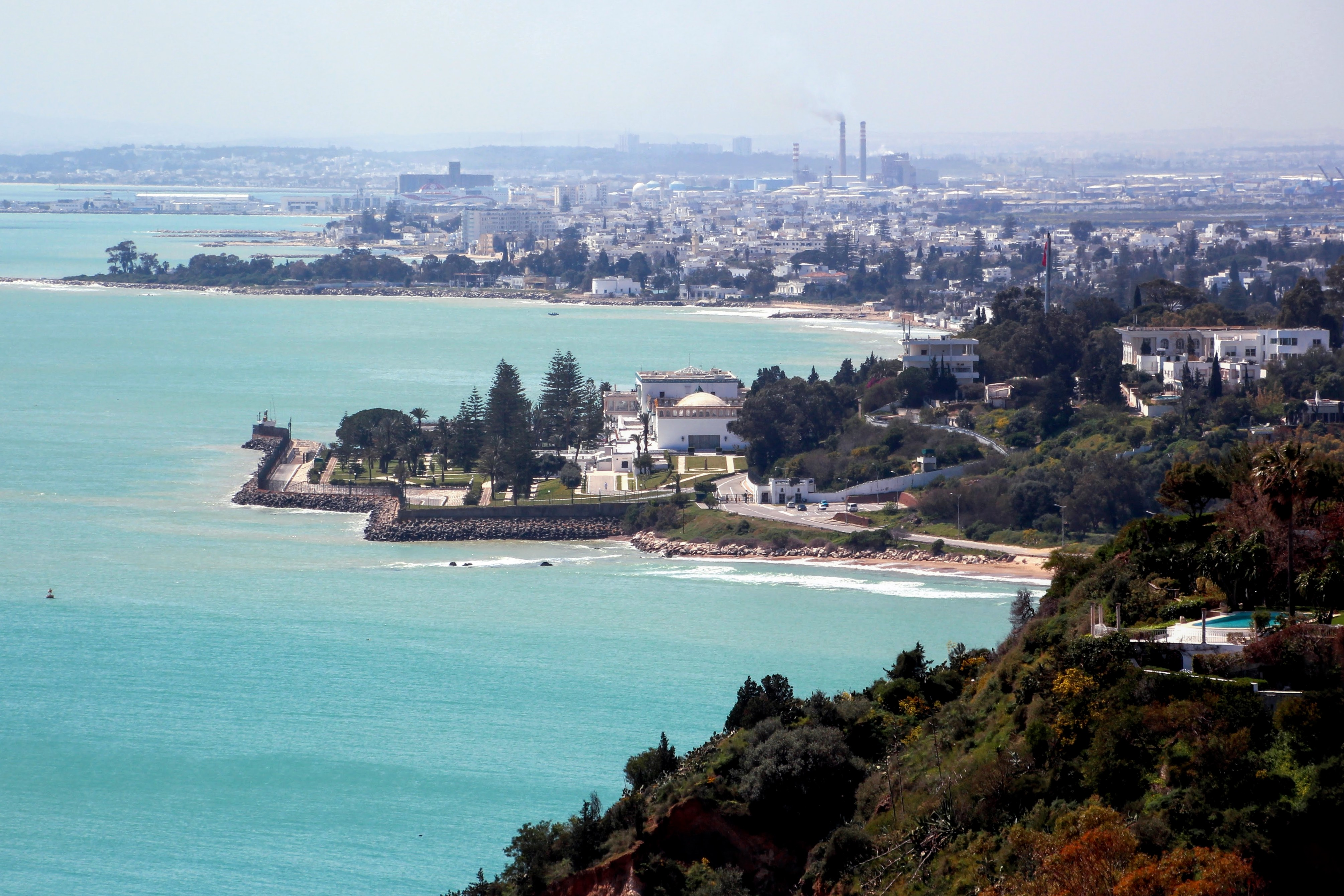
Vue du palais depuis Sidi Bou Saïd.

Le complexe du palais compte quatre parties : le palais proprement dit, composé du bâtiment central et d'une aile privée abritant deux appartements, un bâtiment pour la sécurité présidentielle et deux autres bâtiments, dont l'un pour les services communs, administratifs, financiers et généraux.
Dans l'enceinte du complexe se trouve la résidence de l'ambassadeur de Suisse, bâtiment cédé par Bourguiba après une tentative de coup d'État en 1962, de même que le site archéologique appelé « fontaine aux mille amphores ».

## Histoire
À l'origine, le parc du palais abrite une résidence de Mustapha Khaznadar. Devenue propriété d'un Italien en 1937, la résidence est occupée par les Alliés en 1943, puis devient la résidence du secrétaire général du gouvernement tunisien, fonctionnaire français chargé de contrôler les ministres et le gouvernement du bey de Tunis.
Choisi par Bourguiba comme lieu de résidence après le palais Essaâda de La Marsa, il remplace un autre palais de Carthage, situé en bas de la colline, qui était la résidence principale du dernier bey de Tunis.
Après l'indépendance de la Tunisie, Habib Bourguiba y bâtit un palais à la mesure de ses ambitions et à la mesure du culte de sa personnalité. Le palais est construit par l'architecte franco-tunisien Olivier-Clément Cacoub, en trois tranches sur une période étalée de 1960 à 1969, selon une architecture arabo-andalouse. Le complexe du palais couvre une superficie totale de 38 à 40 hectares.
Pendant la présidence de Bourguiba, le palais lui sert de résidence et de lieu de travail. Sa famille vit dans ce palais jusqu'au coup d'État de Zine el-Abidine Ben Ali le 7 novembre 1987. Ben Ali refuse d'utiliser le bureau de son prédécesseur et en fait aménager un nouveau, ainsi qu'un autre pour son épouse Leïla. 680 albums photos, 120 boîtes d'archives et plus de 300 objets et tableaux appartenant à Bourguiba sont relégués dans les caves du palais.

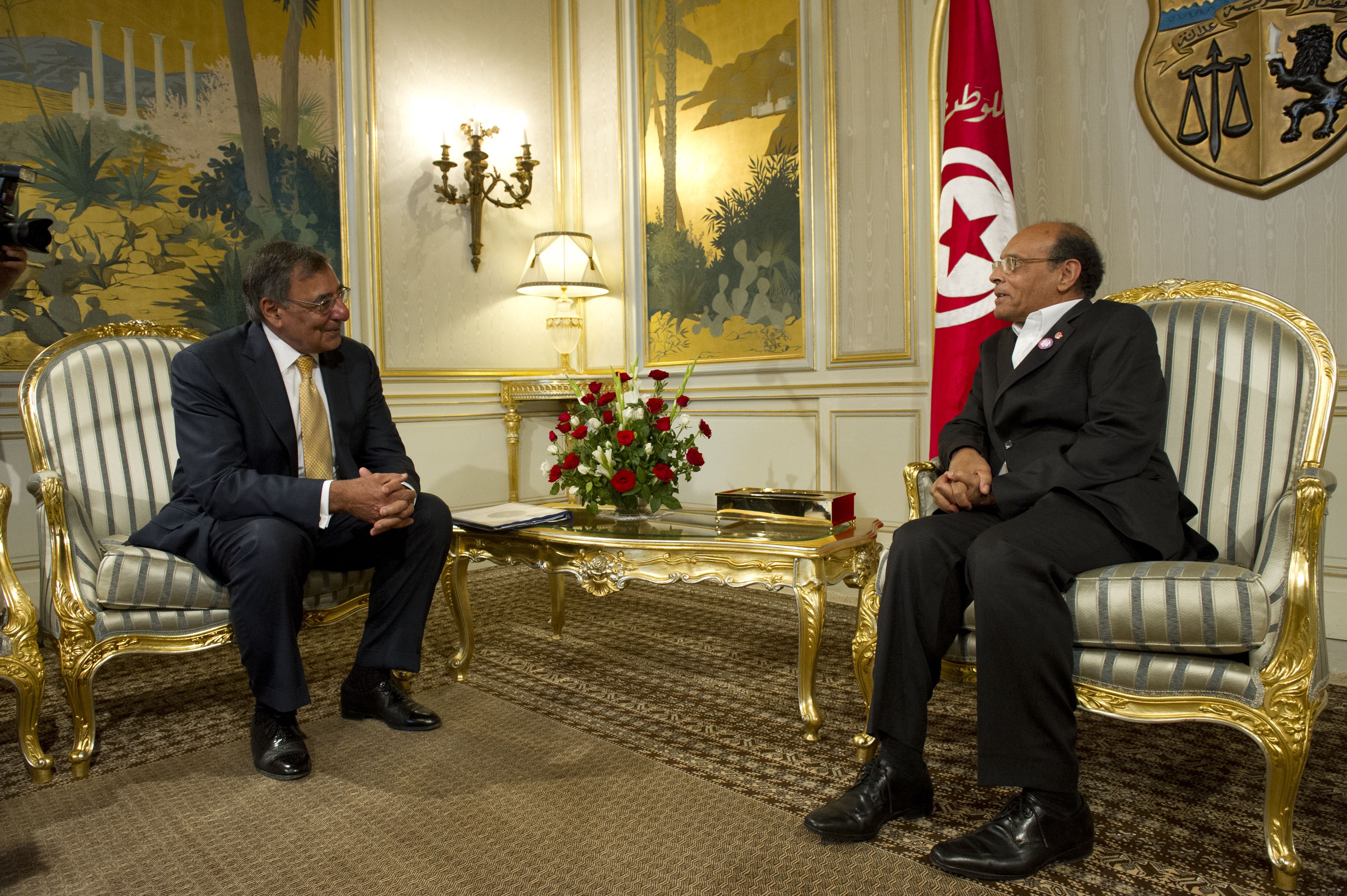
Moncef Marzouki recevant le secrétaire américain à la Défense, Leon Panetta, dans l'un des salons de réception du palais, le 30 juillet 2012.

Il utilise seulement le palais comme un lieu de travail, lançant la construction d'un autre palais pour lui servir de résidence personnelle, bien qu'il lui arrive de résider dans les appartements qu'il fait aménager, au début de sa présidence, dans l'aile privée du palais.
Le 15 janvier 2011, un jour après la fuite de Ben Ali durant la révolution, l'armée donne l'assaut sur le palais qui abrite des membres de la sécurité présidentielle restés fidèles au président déchu.
Fouad Mebazaa, président de la République par intérim, à la suite de la fuite de Ben Ali, décide d'occuper les bureaux présidentiels de Carthage et annonce son intention de s'y installer, dans le cadre de ses fonctions.
Peu après son élection par l'Assemblée constituante, Moncef Marzouki annonce à la presse son intention de travailler et de résider au sein même du palais. Il décide de reprendre le bureau de Bourguiba, y installant les portraits de Mohamed Bouazizi, Farhat Hached, Mohamed Daghbaji, Bourguiba et Salah Ben Youssef.

## Architecture intérieure
Le palais abrite des salles qui prennent le nom de personnalités tunisiennes qui ont joué un rôle dans l'histoire du pays tels que Bourguiba, Abdelaziz Thâalbi et Abou el Kacem Chebbi.
Les réceptions officielles ont lieu au salon des ambassadeurs, les délégations s'installant dans le salon bleu, où trône une maquette de la mosquée du Prophète à Médine, offerte par le roi Fahd d'Arabie saoudite à Ben Ali.

## Personnel
Quelque 3 000 personnes travaillent au palais, pour les deux tiers des gardes nationaux assurant la protection du site et des agents du service de la sécurité présidentielle.